# Juan Manrique
Artikeln följer den spanska namnseden; faderns efternamn är Manrique och moderns efternamn García.
Juan Manrique García, född den 26 augusti 1967 i Matanzas, är en kubansk före detta basebollspelare som tog guld för Kuba vid olympiska sommarspelen 1996 i Atlanta, och som även tog silver vid olympiska sommarspelen 2000 i Sydney.